# Ketanggungan (Ketanggungan)
Ketanggungan is een bestuurslaag in het regentschap Brebes van de provincie Midden-Java, Indonesië. Ketanggungan telt 9447 inwoners (volkstelling 2010).